# Reino Unido en el Festival de la Canción de Eurovisión
Reino Unido es uno de los países con más participaciones en el Festival de la Canción de Eurovisión. Ha ganado en 5 ocasiones (1967, 1969, 1976, 1981 y 1997). 
A día de hoy, considerando la no clasificación de Alemania en la semifinal no televisada de la edición de 1996, Reino Unido es el país que lleva más años participando ininterrumpidamente en la final del certamen, desde 1959. Debutó en 1957 y únicamente se ausentó en la edición inaugural y en 1958.
Son 40 las ocasiones en las que los británicos han alcanzado el Top 10 de la gran final.
También ha obtenido en 16 ocasiones la segunda posición, constituyendo esto un récord en el festival.

## Historia

### Los 60
La década de los 60 significó la consolidación del Reino Unido en Eurovisión, un concurso en el que hasta el momento triunfaban Francia, Países Bajos y Luxemburgo. Aparte de éxitos en las clasificaciones del festival, los temas británicos comenzaron a tener un fuerte éxito a nivel nacional y pronto en todo el mundo. Ya el tema de 1961 había sido n.º 1 en Reino Unido. En 1964 y 1965 obtuvieron el segundo puesto. En 1967 Sandie Shaw consiguió el primer premio con Puppet on a string. El tema fue número n.º 1 en Reino Unido y en varios países más, y se popularizó inmediatamente traduciéndose a otros idiomas (en español Marionetas en la cuerda). Sandie cantó descalza en Viena. Esto hizo que al año siguiente el concurso se celebrase en el Royal Albert Hall de Londres, reflejo de la popularidad del concurso en el país. Cliff Richard estuvo a punto de ganar, superado por España en 1 punto, y su canción Congratulations ha sido uno de los sencillos más vendidos en la historia de Reino Unido y del certamen. En España esta canción fue más vendida que La, La, La. Al año siguiente volvieron a escoger a una figura que comenzaba a sobresalir en el panorama musical inglés e internacional, Lulu. Interpretó Boom Bang a Bang en Madrid y ganó empatada junto a Francia, Países Bajos y España, y fue número n.º 2 las listas británicas, n.º 1 en Irlanda y Noruega entre otros. El dominio de Eurovisión por Reino Unido ya era palpable.

### Los 70
Esta década fue buena para el país en cuanto a resultados, casi siempre dentro de los 5 mejores y con varios podios, aunque con un fuerte decaimiento a fines de ella.
En 1970, Mary Hopkin inicia el decenio en el segundo lugar con el tema Knock, knock, who's there? (Toc, toc ¿quién anda ahí?). Mismo lugar obtendrían los británicos en 1972 con Beg, steal or borrow (Mendigar, robar o pedir prestado) de The New Seekers; 1975 con Let me be the one (Déjame ser el único) de The Shadows; y 1977 con Rock bottom (En lo más profundo) de Lynsey de Paul y Mike Moran. En tanto, Cliff Richard volvería al festival en 1973 con el tema Power to all our friends (Poder para todos nuestros amigos), obteniendo el tercer lugar. Otra participación destacada es la de la entonces desconocida Olivia Newton-John, quien más tarde sería una estrella de nivel mundial, con el tema Long live love (Larga vida al amor), obteniendo un cuarto lugar en 1974.
En 1976 obtienen la tercera victoria en su historia con el grupo Brotherhood of Man y su canción Save your kisses for me (Guarda tus besos para mí), quienes obtienen 164 puntos, superando por 17 puntos a Francia. Este tema fue escogido como uno de los mejores de la historia del certamen en el evento Congratulations: 50 years of the Eurovision Song Contest de 2005.
Los dos últimos años, sin embargo, representan un fuerte retroceso para la representación del archipiélago. Así, en 1978 el grupo Co-Co con el tema Bad old days (Los malos viejos días) se ubican en el 11° lugar, el más bajo obtenido hasta ese momento, en tanto que al año siguiente el grupo Black Lace con la canción Mary Ann obtienen un modesto 7° puesto.

### Los 80
La década partió en buena forma para el país, obteniendo el 3° lugar en 1980 con el tema Love enough for two (Amor suficiente para dos) del grupo Prima Donna. En 1981, y tras 5 años de espera, obtienen el 4° título de su historia con la canción Making your mind up (Literalmente Eleva tu mente, pero cuya traducción correcta es Decídete) de los jóvenes Bucks Fizz, no sin escándalo, ya que en una parte de su presentación los varones del grupo arrancaban la falda a las mujeres, dejándolas en minifalda. El tema se convirtió en un éxito no solo en Europa sino también en otras partes del mundo.
Luego, empezó a decaer la participación británica en cuanto a lugares obtenidos, situándose en la medianía de la tabla, lo que vino a remediarse en los dos últimos años de la década, al sumar nuevamente segundos lugares, en 1988 con Go de Scott Fitzgerald, y en 1989 con Why do I always get it wrong? del grupo Live report.

### Los 90
El Reino Unido comenzó la década de los 90 con una cantante que pasaría desapercibida antes y después del festival. Sin embargo, Emma con Give A Little Love Back To The World consiguió un sexto puesto. Al año siguiente acudió con Samantha Janus que aparte de cantante, tiene una importante carrera de actriz. El tema A Message To Your Heart solo pudo ser décimo, un descalabro para los británicos. Los dos años siguientes supusieron buenas posiciones con sendos segundos puestos de Michael Ball y Sonia. Tras este éxito, acudieron muy ilusionados en 1994 a Dublín. Para ello eligieron a Francis Rufelle y el tema We will be free (Lonely Symphony) que se perfiló como una de las grandes favoritas y, además, pese a quedar en un puesto 10, ha sido varias veces elegida como una de las canciones favoritas del festival. Al año siguiente Love City Groove, con una canción homónima, consiguieron colocarse n.º 7 en las listas británicas, pero en el concurso no convencieron y fueron de nuevo décimos. 1996 fue un año especial para Reino Unido. Decidieron mandar una cantante australiana, como hicieron con Olivia Newton-John, y además con uno de los temas más modernos hasta el momento Ooh Aah... Just A Little Bit. La canción fue número n.º 1 en las listas británicas y fue nominado a un premio Grammy dos años más tarde como mejor grabación dance. Sin embargo, y pese a ser la clara favorita, Gina G, que lució un vesitdo de J.P. Gaultier, solo fue séptima. Ante la desesperación, recurrieron a una banda popular, Katrina and the Waves, autores de, entre otros, Walking on sunshine, y que llevaban algunos años de sequía. La canción elegida Love shine a light, se recuerda como uno de los mejores directos de la historia del concurso, donde la experiencia de Katrina hizo que lograra una cifra histórica de puntos, 227, la mayor hasta el momento, en un año donde cinco países ya utilizaron el televoto. La canción hizo un top 3 en los charts británicos y fue la indiscutible ganadora de 1997. Actuando de anfitriones en Birmingham 1998 obtuvieron un segundo puesto, se puede decir que aquí terminó la época en la que el país británico era siempre favorito en Eurovisión.

### El declive británico en el cambio de milenio
Pese al interés de la BBC por el festival de Eurovisión, las posiciones británicas en los últimos años no han sido muy favorables. Tras su último triunfo, en 1997, obtuvieron un 2.º puesto en 1998 y además un éxito de ventas para Imaani con Where are you?. A partir de aquí, comenzó el proceso de declive, coincidiendo con la eliminación de la norma de que cada país debía cantar en un idioma propio, por lo que cualquier país podía hacerlo en inglés. En 1999 el grupo Precious solo pudo ser 12.º. En los dos años siguiente, 2000 y 2001, quedaron en los puestos 16.º y 15.º lo que ya suponía la peor racha de Reino Unido en el certamen. Se recuperaron en 2002 con Come Back de Jessica Garlick, que obtuvo el tercer puesto y llegó al número 11 de las listas británicas. En 2003 obtuvieron un histórico 0 con Cry Baby del dúo Jemini, mientras algunos periodistas acusaron a la política internacional de Reino Unido de este resultado, olvidando los puestos obtenidos en las últimas ediciones. El formato A song for Europe utilizado para escoger representante desde hacía años fue sustituido tras el resultado de 2003 por Make your mind up. En los años 2004, 2005, 2006, 2007 y 2008 los resultados estuvieron por debajo de la mitad de la tabla, 16.º, 22.º, 19.º, 23.º y 25.º, de nuevo el último puesto. Aun así el tema de 2007, Flying The Flag fue número n.º 5 en la lista de ventas británica.

### Nombres consagrados o destacados
Tras los últimos fracasos, y aunque algunas personas aconsejaban a la BBC retirarse del festival, ésta se mantuvo en el concurso, apoyándose a partir de entonces en músicos de carrera reconocida. En 2009 se cambió la dinámica del proceso de preselección. Se encargó expresamente al prestigioso compositor Sir Andrew Lloyd Weber que escribiese una canción para el concurso. El título, "It's My Time". El concurso para elegir intérprete, "Your country needs you", fue todo un éxito. Lo ganó Jade Ewen favorita por las encuestas en Moscú. Entró en el top 5, clasificándose en la 5.ª posición. Tras este éxito, en 2010 se siguió con el mismo formato, en este caso la composición fue encargada al conocido Pete Waterman, de Stock, Aitken & Waterman. Con su tema "That sounds good to me ", interpretado por Josh Dubovie en Eurovisión volvieron a quedar en el último puesto , n.º 25, con tan solo 10 puntos. En 2011, por vez primera la BBC seleccionó internamente tanto canción como intérprete, confiando esta vez la representación a un grupo ya popular en toda Europa, Blue. Con la canción "I can" obtuvieron una estimable 11.ª posición, aunque por debajo de las expectativas generadas. En 2012, eligieron internamente al veterano crooner Engelbert Humperdinck, con el que volvieron a los últimos puestos (25.º) con 12 puntos.
En 2013 la elegida fue la veterana cantante galesa Bonnie Tyler obteniendo un modesto puesto (19.º) con 23 puntos.
En 2014, Molly quedó en el puesto 17 con 40 puntos, a pesar de ser una de las favoritas de ese año.
En 2015 eligieron al dúo Electro Velvet. A pesar de que las apuestas les situaban en la 16.ª posición quedaron en el puesto 24.º con 5 puntos siendo esta la segunda peor puntuación obtenida después del 0 en 2003. En 2016, Joe and Jake fueron los representantes británicos que pese a que eran favoritos en las apuestas que les daban un puesto 8 finalmente ocuparon la 24.ª posición con 62 puntos.

## Participaciones
Leyenda
     Ganador
     Segundo puesto
     Tercer puesto
     Cuarto o quinto puesto (Top 5)
     Último puesto
| Año                  | Sede       | Artista                     | Canción                                | Final              | Pts.               | Semifinal                   | Pts.                        |
| -------------------- | ---------- | --------------------------- | -------------------------------------- | ------------------ | ------------------ | --------------------------- | --------------------------- |
| 1957                 | Fráncfort  | Patricia Bredin             | «All»                                  | 7                  | 6                  | No hubo semifinales         | No hubo semifinales         |
| No participó en 1958 |            |                             |                                        |                    |                    |                             |                             |
| 1959                 | Cannes     | Pearl Carr & Teddy Johnson  | «Sing little Birdie»                   | 2                  | 16                 | No hubo semifinales         | No hubo semifinales         |
| 1960                 | Londres    | Bryan Johnson               | «Looking high, high, high»             | 2                  | 25                 | No hubo semifinales         | No hubo semifinales         |
| 1961                 | Cannes     | The Allisons                | «Are you sure?»                        | 2                  | 24                 | No hubo semifinales         | No hubo semifinales         |
| 1962                 | Luxemburgo | Ronnie Carroll              | «Ring-a-ding Girl»                     | 5                  | 10                 | No hubo semifinales         | No hubo semifinales         |
| 1963                 | Londres    | Ronnie Carroll              | «Say wonderful Things»                 | 4                  | 28                 | No hubo semifinales         | No hubo semifinales         |
| 1964                 | Copenhague | Matt Monro                  | «I love the little Things»             | 2                  | 17                 | No hubo semifinales         | No hubo semifinales         |
| 1965                 | Nápoles    | Kathy Kirby                 | «I belong»                             | 2                  | 26                 | No hubo semifinales         | No hubo semifinales         |
| 1966                 | Luxemburgo | Kenneth McKellar            | «A Man without Love»                   | 9                  | 8                  | No hubo semifinales         | No hubo semifinales         |
| 1967                 | Viena      | Sandie Shaw                 | «Puppet on a String»                   | 1                  | 47                 | No hubo semifinales         | No hubo semifinales         |
| 1968                 | Londres    | Cliff Richard               | «Congratulations»                      | 2                  | 28                 | No hubo semifinales         | No hubo semifinales         |
| 1969                 | Madrid     | Lulu                        | «Boom Bang-a-Bang»                     | 1                  | 18                 | No hubo semifinales         | No hubo semifinales         |
| 1970                 | Ámsterdam  | Mary Hopkin                 | «Knock, knock, who's there?»           | 2                  | 26                 | No hubo semifinales         | No hubo semifinales         |
| 1971                 | Dublín     | Clodagh Rodgers             | «Jack in the Box»                      | 4                  | 98                 | No hubo semifinales         | No hubo semifinales         |
| 1972                 | Edimburgo  | The New Seekers             | «Beg, steal or borrow»                 | 2                  | 114                | No hubo semifinales         | No hubo semifinales         |
| 1973                 | Luxemburgo | Cliff Richard               | «Power to all our Friends»             | 3                  | 123                | No hubo semifinales         | No hubo semifinales         |
| 1974                 | Brighton   | Olivia Newton-John          | «Long live Love»                       | 4                  | 14                 | No hubo semifinales         | No hubo semifinales         |
| 1975                 | Estocolmo  | The Shadows                 | «Let me be the one»                    | 2                  | 138                | No hubo semifinales         | No hubo semifinales         |
| 1976                 | La Haya    | Brotherhood of Man          | «Save your kisses for me»              | 1                  | 164                | No hubo semifinales         | No hubo semifinales         |
| 1977                 | Londres    | Lynsey de Paul y Mike Moran | «Rock Bottom»                          | 2                  | 121                | No hubo semifinales         | No hubo semifinales         |
| 1978                 | París      | Co-Co                       | «The bad old Days»                     | 11                 | 61                 | No hubo semifinales         | No hubo semifinales         |
| 1979                 | Jerusalén  | Black Lace                  | «Mary Ann»                             | 7                  | 73                 | No hubo semifinales         | No hubo semifinales         |
| 1980                 | La Haya    | Prima Donna                 | «Love enough for two»                  | 3                  | 106                | No hubo semifinales         | No hubo semifinales         |
| 1981                 | Dublín     | Bucks Fizz                  | «Making your mind up»                  | 1                  | 136                | No hubo semifinales         | No hubo semifinales         |
| 1982                 | Harrogate  | Bardo                       | «One step further»                     | 7                  | 76                 | No hubo semifinales         | No hubo semifinales         |
| 1983                 | Múnich     | Sweet Dreams                | «I'm never giving up»                  | 6                  | 79                 | No hubo semifinales         | No hubo semifinales         |
| 1984                 | Luxemburgo | Belle & The Devotions       | «Love games»                           | 7                  | 63                 | No hubo semifinales         | No hubo semifinales         |
| 1985                 | Gotemburgo | Vikki Watson                | «Love is»                              | 4                  | 100                | No hubo semifinales         | No hubo semifinales         |
| 1986                 | Bergen     | Ryder                       | «Runner in the Night»                  | 7                  | 72                 | No hubo semifinales         | No hubo semifinales         |
| 1987                 | Bruselas   | Rikki                       | «Only the Light»                       | 13                 | 47                 | No hubo semifinales         | No hubo semifinales         |
| 1988                 | Dublín     | Scott Fitzgerald            | «Go»                                   | 2                  | 136                | No hubo semifinales         | No hubo semifinales         |
| 1989                 | Lausana    | Live Report                 | «Why do I always get it wrong?»        | 2                  | 130                | No hubo semifinales         | No hubo semifinales         |
| 1990                 | Zagreb     | Emma                        | «Give a little Love back to the World» | 6                  | 87                 | No hubo semifinales         | No hubo semifinales         |
| 1991                 | Roma       | Samantha Janus              | «A Message To Your Heart»              | 10                 | 47                 | No hubo semifinales         | No hubo semifinales         |
| 1992                 | Malmö      | Michael Ball                | «One Step Out Of Time»                 | 2                  | 139                | No hubo semifinales         | No hubo semifinales         |
| 1993                 | Millstreet | Sonia                       | «Better The Devil You Know»            | 2                  | 164                | Kvalifikacija za Millstreet | Kvalifikacija za Millstreet |
| 1994                 | Dublín     | Frances Ruffelle            | «Lonely Symphony»                      | 10                 | 63                 | No hubo semifinales         | No hubo semifinales         |
| 1995                 | Dublín     | Love City Groove            | «Love City Groove»                     | 11                 | 76                 | No hubo semifinales         | No hubo semifinales         |
| 1996                 | Oslo       | Gina G                      | «Ooh Aah... Just A Little Bit»         | 8                  | 77                 | 3                           | 153                         |
| 1997                 | Dublín     | Katrina & The Waves         | «Love Shine a Light»                   | 1                  | 227                | No hubo semifinales         | No hubo semifinales         |
| 1998                 | Birmingham | Imaani                      | «Where are you?»                       | 2                  | 166                | No hubo semifinales         | No hubo semifinales         |
| 1999                 | Jerusalén  | Precious                    | «Say it again»                         | 13                 | 38                 | No hubo semifinales         | No hubo semifinales         |
| 2000                 | Estocolmo  | Nicki French                | «Don't play that Song again»           | 16                 | 28                 | No hubo semifinales         | No hubo semifinales         |
| 2001                 | Copenhague | Lindsay Dracass             | «No Dream impossible»                  | 15                 | 28                 | No hubo semifinales         | No hubo semifinales         |
| 2002                 | Tallin     | Jessica Garlick             | «Come back»                            | 3                  | 111                | No hubo semifinales         | No hubo semifinales         |
| 2003                 | Riga       | Jemini                      | «Cry Baby»                             | 26                 | 0                  | No hubo semifinales         | No hubo semifinales         |
| 2004                 | Estambul   | James Fox                   | «Hold on to our Love»                  | 16                 | 29                 | Miembro del "Big 4"         | Miembro del "Big 4"         |
| 2005                 | Kiev       | Javine                      | «Touch my Fire»                        | 22                 | 18                 | Miembro del "Big 4"         | Miembro del "Big 4"         |
| 2006                 | Atenas     | Daz Sampson                 | «Teenage life»                         | 19                 | 25                 | Miembro del "Big 4"         | Miembro del "Big 4"         |
| 2007                 | Helsinki   | Scooch                      | «Flying the flag (for you)»            | 23                 | 19                 | Miembro del "Big 4"         | Miembro del "Big 4"         |
| 2008                 | Belgrado   | Andy Abraham                | «Even if»                              | 25                 | 14                 | Miembro del "Big 4"         | Miembro del "Big 4"         |
| 2009                 | Moscú      | Jade Ewen                   | «It's My Time»                         | 5                  | 173                | Miembro del "Big 4"         | Miembro del "Big 4"         |
| 2010                 | Oslo       | Josh Dubovie                | «That sounds good to me»               | 25                 | 10                 | Miembro del "Big 4"         | Miembro del "Big 4"         |
| 2011                 | Düsseldorf | Blue                        | «I Can»                                | 11                 | 100                | Miembro del "Big 5"         | Miembro del "Big 5"         |
| 2012                 | Bakú       | Engelbert Humperdinck       | «Love will set you free»               | 25                 | 12                 | Miembro del "Big 5"         | Miembro del "Big 5"         |
| 2013                 | Malmö      | Bonnie Tyler                | «Believe in Me»                        | 19                 | 23                 | Miembro del "Big 5"         | Miembro del "Big 5"         |
| 2014                 | Copenhague | Molly                       | «Children of the Universe»             | 17                 | 40                 | Miembro del "Big 5"         | Miembro del "Big 5"         |
| 2015                 | Viena      | Electro Velvet              | «Still In Love With You»               | 24                 | 5                  | Miembro del "Big 5"         | Miembro del "Big 5"         |
| 2016                 | Estocolmo  | Joe & Jake                  | «You're not alone»                     | 24                 | 62                 | Miembro del "Big 5"         | Miembro del "Big 5"         |
| 2017                 | Kiev       | Lucie Jones                 | «Never give up on you»                 | 15                 | 111                | Miembro del "Big 5"         | Miembro del "Big 5"         |
| 2018                 | Lisboa     | SuRie                       | «Storm»                                | 24                 | 48                 | Miembro del "Big 5"         | Miembro del "Big 5"         |
| 2019                 | Tel Aviv   | Michael Rice                | «Bigger than Us»                       | 26                 | 11                 | Miembro del "Big 5"         | Miembro del "Big 5"         |
| 2020                 | Róterdam   | James Newman                | «My Last Breath»                       | Festival cancelado | Festival cancelado | Miembro del "Big 5"         | Miembro del "Big 5"         |
| 2021                 | Róterdam   | James Newman                | «Embers»                               | 26                 | 0                  | Miembro del "Big 5"         | Miembro del "Big 5"         |
| 2022                 | Turín      | Sam Ryder                   | «Space Man»                            | 2                  | 466                | Miembro del "Big 5"         | Miembro del "Big 5"         |
| 2023                 | Liverpool  | Mae Muller                  | «I Wrote a Song»                       | 25                 | 24                 | País anfitrión              | País anfitrión              |
| 2024                 | Malmö      | Olly Alexander              | «Dizzy»                                | 18                 | 46                 | Miembro del "Big 5"         | Miembro del "Big 5"         |
| 2025                 | Basilea    | Remember Monday             | «What The Hell Just Happened?»         | 19                 | 88                 | Miembro del "Big 5"         | Miembro del "Big 5"         |
| 2026                 | Austria    | TBC                         | TBC                                    | TBC                | TBC                | Miembro del "Big 5"         | Miembro del "Big 5"         |

## Festivales organizados en Reino Unido
Leyenda
     Festival organizado sin haber ganado la edición anterior
| Edición                                   | Ciudad sede | Localización                   | Presentandores                                                |
| ----------------------------------------- | ----------- | ------------------------------ | ------------------------------------------------------------- |
| Festival de la Canción de Eurovisión 1960 | Londres     | Royal Festival Hall            | Katie Boyle                                                   |
| Festival de la Canción de Eurovisión 1963 | Londres     | BBC Television Centre          | Katie Boyle                                                   |
| Festival de la Canción de Eurovisión 1968 | Londres     | Royal Albert Hall              | Katie Boyle                                                   |
| Festival de la Canción de Eurovisión 1972 | Edimburgo   | Usher Hall                     | Moira Shearer                                                 |
| Festival de la Canción de Eurovisión 1974 | Brighton    | Brighton Dome                  | Katie Boyle                                                   |
| Festival de la Canción de Eurovisión 1977 | Londres     | Wembley Conference Centre      | Angela Rippon                                                 |
| Festival de la Canción de Eurovisión 1982 | Harrogate   | Harrogate International Centre | Jan Leeming                                                   |
| Festival de la Canción de Eurovisión 1998 | Birmingham  | National Indoor Arena          | Ulrika Jonsson y Terry Wogan                                  |
| Festival de la Canción de Eurovisión 2023 | Liverpool   | M&S Bank Arena                 | Hannah Waddingham, Alesha Dixon, Julia Sanina y Graham Norton |

## Votación de Reino Unido
Hasta 2025, la votación de Reino Unido ha sido:
| Más puntos otorgados solo en la gran final | Más puntos otorgados solo en la gran final | Más puntos otorgados solo en la gran final |
| Pos.                                       | País                                       | Puntos                                     |
| ------------------------------------------ | ------------------------------------------ | ------------------------------------------ |
| 1                                          | Irlanda                                    | 270                                        |
| 1                                          | Suecia                                     | 270                                        |
| 2                                          | Suiza                                      | 194                                        |
| 3                                          | Alemania                                   | 173                                        |
| 4                                          | Israel                                     | 172                                        |

| Más puntos otorgados en semifinales y final | Más puntos otorgados en semifinales y final | Más puntos otorgados en semifinales y final |
| Pos.                                        | País                                        | Puntos                                      |
| ------------------------------------------- | ------------------------------------------- | ------------------------------------------- |
| 1                                           | Irlanda                                     | 371                                         |
| 2                                           | Suecia                                      | 341                                         |
| 3                                           | Lituania                                    | 274                                         |
| 4                                           | Israel                                      | 230                                         |
| 5                                           | Suiza                                       | 220                                         |

| Más puntos recibidos | Más puntos recibidos | Más puntos recibidos |
| Pos.                 | País                 | Puntos               |
| -------------------- | -------------------- | -------------------- |
| 1                    | Irlanda              | 274                  |
| 2                    | Suiza                | 225                  |
| 3                    | Austria              | 216                  |
| 4                    | Francia              | 209                  |
| 5                    | Alemania             | 205                  |
| 5                    | Bélgica              | 205                  |

## 12 puntos
- Reino Unido ha dado 12 puntos a:

| Año  | País      |
| ---- | --------- |
| 2004 | Grecia    |
| 2005 | Irlanda   |
| 2006 | Finlandia |
| 2007 | Turquía   |
| 2008 | Chipre    |
| 2009 | Turquía   |
| 2010 | Rumania   |
| 2011 | Lituania  |
| 2012 | Malta     |
| 2013 | Dinamarca |
| 2014 | Austria   |
| 2015 | Israel    |

| Año  | Jurado              | Televoto | Conjunto        |
| ---- | ------------------- | -------- | --------------- |
| 2016 | Georgia             | Lituania | Lituania        |
| 2017 | Moldavia            | Polonia  | Portugal        |
| 2018 | Bulgaria            | Lituania | Bulgaria        |
| 2019 | Macedonia del Norte | Lituania | Azerbaiyán      |
| 2021 | Islandia            | Islandia | Islandia        |
| 2022 | Suecia              | Irlanda  | República Checa |
| 2023 | Sin jurado          | Lituania | Lituania        |
| 2024 | Sin jurado          | Lituania | Lituania        |
| 2025 | Sin jurado          | Israel   | Israel          |

| Año  | País         | Año  | País       | Año  | País      |
| ---- | ------------ | ---- | ---------- | ---- | --------- |
| 1975 | Países Bajos | 1989 | Yugoslavia | 2003 | Irlanda   |
| 1976 | Suiza        | 1990 | Islandia   | 2004 | Grecia    |
| 1977 | Irlanda      | 1991 | Suecia     | 2005 | Grecia    |
| 1978 | Bélgica      | 1992 | Islandia   | 2006 | Finlandia |
| 1979 | Israel       | 1993 | Irlanda    | 2007 | Turquía   |
| 1980 | Irlanda      | 1994 | Polonia    | 2008 | Grecia    |
| 1981 | Suiza        | 1995 | Israel     | 2009 | Turquía   |
| 1982 | Suiza        | 1996 | Chipre     | 2010 | Grecia    |
| 1983 | Yugoslavia   | 1997 | Irlanda    | 2011 | Irlanda   |
| 1984 | Dinamarca    | 1998 | Malta      | 2012 | Suecia    |
| 1985 | Noruega      | 1999 | Suecia     | 2013 | Dinamarca |
| 1986 | Alemania     | 2000 | Dinamarca  | 2014 | Austria   |
| 1987 | Irlanda      | 2001 | Estonia    | 2015 | Suecia    |
| 1988 | Noruega      | 2002 | Malta      |      |           |

| Año  | Jurado              | Televoto  | Conjunto  |
| ---- | ------------------- | --------- | --------- |
| 2016 | Georgia             | Lituania  | Lituania  |
| 2017 | Portugal            | Bulgaria  | Portugal  |
| 2018 | Austria             | Lituania  | Israel    |
| 2019 | Macedonia del Norte | Noruega   | Australia |
| 2021 | Francia             | Lituania  | Islandia  |
| 2022 | Suecia              | Ucrania   | Polonia   |
| 2023 | Suecia              | Finlandia | Lituania  |
| 2024 | Portugal            | Israel    | Irlanda   |
| 2025 | Letonia             | Israel    | Letonia   |

## Galería de imágenes
|                                     |
| Ronnie Carroll en Luxemburgo (1962) |

|                               |
| Kathy Kirby en Nápoles (1965) |

|                                      |
| Brotherhood of Man en La Haya (1976) |

|                           |
| Scooch en Helsinki (2007) |

|                                 |
| Andy Abraham en Belgrado (2008) |

|                           |
| Jade Ewen en Moscú (2009) |

|                             |
| Josh Dubovie en Oslo (2010) |

|                           |
| Blue en Düsseldorf (2011) |

|                              |
| Bonnie Tyler en Malmö (2013) |

|                            |
| Molly en Copenhagen (2014) |

|                                |
| Electro Velvet en Viena (2015) |

|                                  |
| Joe and Jake en Estocolmo (2016) |

|                            |
| Lucie Jones en Kiev (2017) |

|                        |
| SuRie en Lisboa (2018) |

|                                 |
| Michael Rice en Tel Aviv (2019) |

|                                |
| Mae Muller en Liverpool (2023) |

|                                |
| Olly Alexander en Malmö (2024) |

## Canciones británicas en las listas
Posición en listas oficiales de sencillos de Reino Unido de las canciones que han representado a este país en Eurovisión. 
- 1957- All #
- 1959- Sing, Little Birdie #12
- 1960- Looking high high high #20
- 1961- Are you sure? #2
- 1962- Ring-a-ding Girl #46
- 1963- Say Wonderful Things #6
- 1964- I Love The Little Things #
- 1965- I Belong #36
- 1966- A Man Without Love #30
- 1967- Puppet on a string #1
- 1968- Congratulations #2
- 1969- Boom Bang a Bang #2
- 1970- Knock, Knock, Who’s there? #2
- 1971- Jack in the box #4
- 1972- Beg, Steal or Borrow #2
- 1973- Power to all our friends #4
- 1974- Long live love #11
- 1975- Let me be the one #12
- 1976- Save your kisses for me #1
- 1977- Rock bottom #19
- 1978- The bad old days #13
- 1979- Mary Ann #42
- 1980- Love enogh for two #48
- 1981- Making your mind up #1
- 1982- One Step Further #2
- 1983- I'm never giving up #21
- 1984- Love games #11
- 1985- Love is #49
- 1986- Runner in the night #
- 1987- Only the Light #
- 1988- Go #
- 1989- Why Do I Always Get it Wrong #73
- 1990- Give a little love back to the world #33
- 1991- Message to your heart #30
- 1992- One step #20
- 1993- Better the devil you know #15
- 1994- We will be free (Lonely symphony) #25
- 1995- Love city grove #7
- 1996- Ooh Aah... Just A Little Bit #1
- 1997- Love shine a light #3
- 1998- Where are you? #15 (+100.000 copias)
- 1999- Say it again #6
- 2000- Don’t play that song again #34
- 2001- No dream impossible #32
- 2002- Come back #11
- 2003- Cry baby #15
- 2004- Hold on to Our Love #13
- 2005- Touch my fire #18
- 2006- Teenage life #7
- 2007- Flyng the flag #5
- 2008- Even if #67
- 2009- It's My Time #27
- 2010- That sounds good to me  #179
- 2011- I can #16
- 2012- Love will set you free #60
- 2013- Believe in Me #93
- 2014- Children of the universe #23

- Datos: Q503391
- Multimedia: United Kingdom in the Eurovision Song Contest / Q503391